# Douglas SBD Dauntless
Douglas SBD Dauntless byl americký jednomotorový jednoplošný střemhlavý bombardér užívaný námořnictvem USA za druhé světové války. Byl známý pod přezdívkami Barge (prám), Clunk (těžký, tupý zvuk), či Slow but Deadly (pomalý, ale vražedný).

## Vývoj

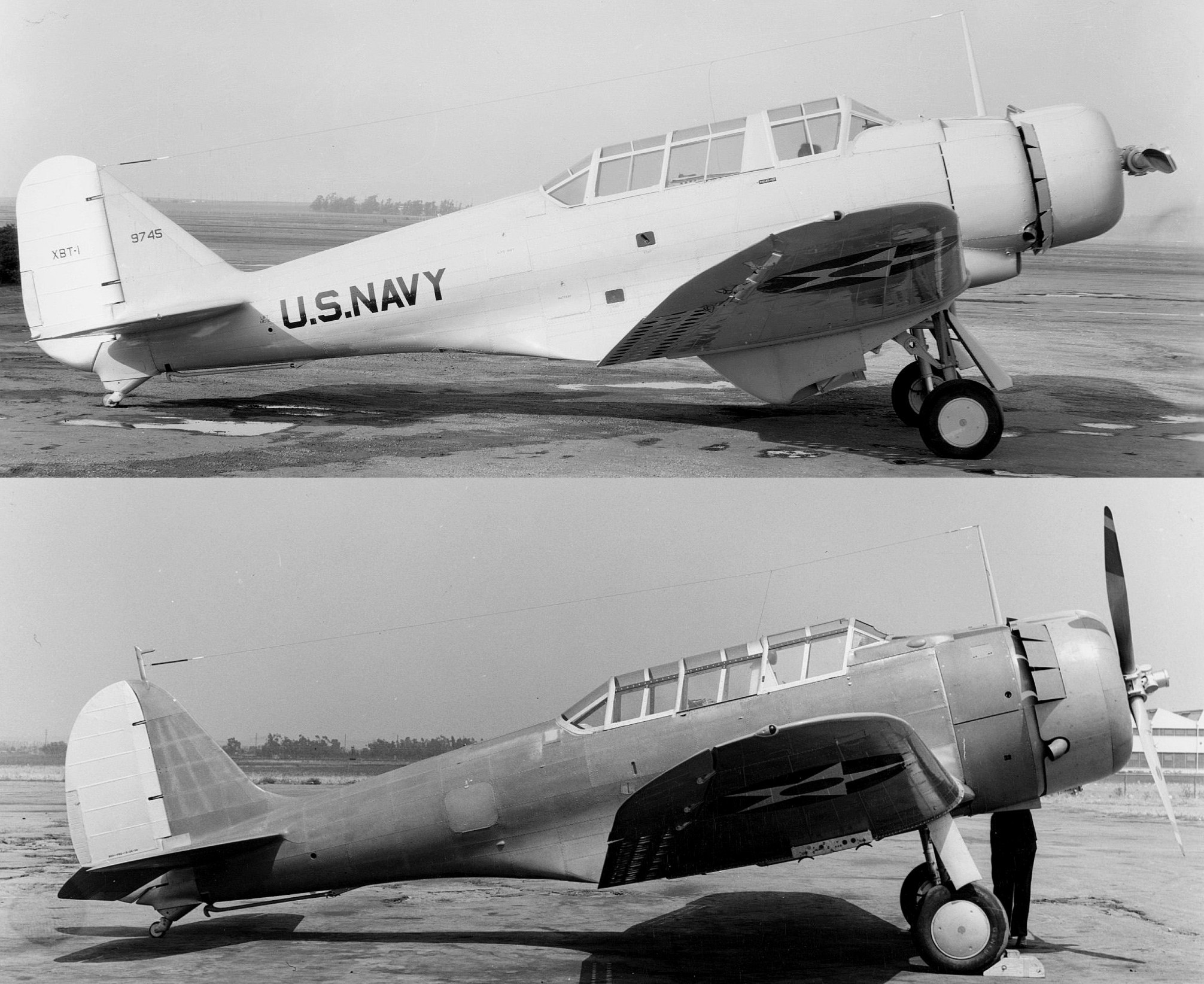
Porovnání strojů XBT-1 a XBT-2 (SBD)

Douglas SBD Dauntless byl zkonstruován již před válkou, ovšem počátky jeho vývoje lze vysledovat až do roku 1934, kdy začal vývoj, jenž vyvrcholil výrobou neúspěšné série bombardéru Northrop BT-1. První stroje SBD-1 byly vyrobeny v roce 1940. Celkem z montážní linky sjelo 57 strojů, které byly zařazeny k jednotkám námořní pěchoty. Počátkem roku 1941 následovalo 87 kusů SBD-2, jež se během roku 1941 objevily u jednotek námořnictva, operujících z letadlových lodí.
Letouny SBD první a druhé varianty byly relativně pomalé a zranitelné. Jeho hlavní zbraní byla puma o hmotnosti do 730 kg nesená pod trupem. Letoun byl vyzbrojen dvojicí pevných nesynchronizovaných[zdroj⁠?!] kulometů ráže 12,7 mm pro střelbu vpřed a jedním kulometem ráže 7,62 mm, který obsluhoval střelec-radista-pozorovatel. Nepříliš výkonný motor také "Dauntlessům" nedovoloval žádné nadstandardní dynamické vlastnosti.
Proto ještě před vstupem USA do druhé světové války spatřila světlo svět varianta SBD-3, opatřená základními bezpečnostními prvky, jako byly samosvorné nádrže a částečné pancéřování pilota. Zadní střelec měl nyní k dispozici dvojici kulometů ráže 7,62 mm. Náhradu za nepříliš výkonný motor se ovšem nalézt nepodařilo. I přesto byl SBD-3 zařazen do služby u námořnictva, kde zcela nahradil SBD-2, jež byly následně přeřazeny k námořní pěchotě. Celkem bylo vyrobeno 584 kusů varianty SBD-3, na jejíchž bedrech ležela takřka veškerá tíha námořních leteckých bojů v prvním roce války v Tichomoří.
Varianta SBD-4 byla prakticky totožná s SBD-3, jediným rozdílem bylo nahrazení dvanáctivoltové elektrické soustavy dvacetičtyřvoltovou. Vyšší výkon umožnil montáž pomocného elektrického čerpadla paliva a protilodního radaru. Vyrobeno bylo 780 kusů.
Nejpočetnější verzí Dauntlessu byl SBD-5. Počátek výroby spadá do roku 1943. Ani výkonnější motor nedokázal příliš vylepšit malé výkony SBD, ten ale i nadále zůstával obávaným nepřítelem, zejména pro Japonské císařské námořnictvo. Celkem bylo vyrobeno 2965 kusů SBD-5, který se také stal první a současně jedinou verzí SBD, kterou provozoval jiný uživatel, než bojové jednotky USA. Konkrétně s nimi operovali piloti novozélandského letectva, letci z Letectva Svobodné Francie a po válce také piloti letectva Mexika.
Výroba Dauntlessů končí počátkem léta 1944 variantou SBD-6. Tato nejvýkonnější verze byla vyrobena v počtu 450 kusů a sloužila opět výhradně u amerických jednotek. Je důležité uvést, že v roce 1944 již dávno neměly být letouny SBD ve výrobě, ale vzhledem k problémům při nasazení jeho nástupce, letounu Curtiss SB2C Helldiver, bylo nutné typ podržet ve výrobě i v době, kdy již výrazně zaostával za nepřátelskými typy. I přesto bojoval až do konce války v Tichomoří a ještě v roce 1945 dosahoval určitých úspěchů.
Kromě námořních SBD, firma Douglas upravila svůj střemhlavý bombardér také pro potřeby letectva americké armády, které jej zavedlo jako Douglas A-24 Banshee. V řadách armádního letectva si však tento typ nezískal ani zdaleka takovou slávu a respekt, jako jeho námořní sourozenec. Bylo vyrobeno 953 kusů verzí A-24, A-24A a A-24B lišících se víceméně jen detaily.

## Bojové užití
Letouny Douglas SBD Dauntless se zapsaly do historie zejména díky jejich úspěchům proti Japonsku. Při bitvě v Korálovém moři se jim podařilo potopit letadlovou loď Šohó. Daleko větší proslulosti se jí podařilo dosáhnout v bitvě u Midway, kde Dauntlessy potopily čtyři japonské letadlové lodě a jeden křižník, což znamenalo obrat ve válce v Tichomoří.

## Uživatelé
- Francie
  - Aéronavale
  - Armée de l'air (A-24)
- Chile
  - Chilské letectvo (A-24B)
- Maroko
  - Marocká pouštní policie
- Mexiko
  - Mexické letectvo (A-24)
- Nový Zéland
  - Royal New Zealand Air Force
- Spojené království
  - Fleet Air Arm (pouze testy)
- Spojené státy americké
  - United States Navy

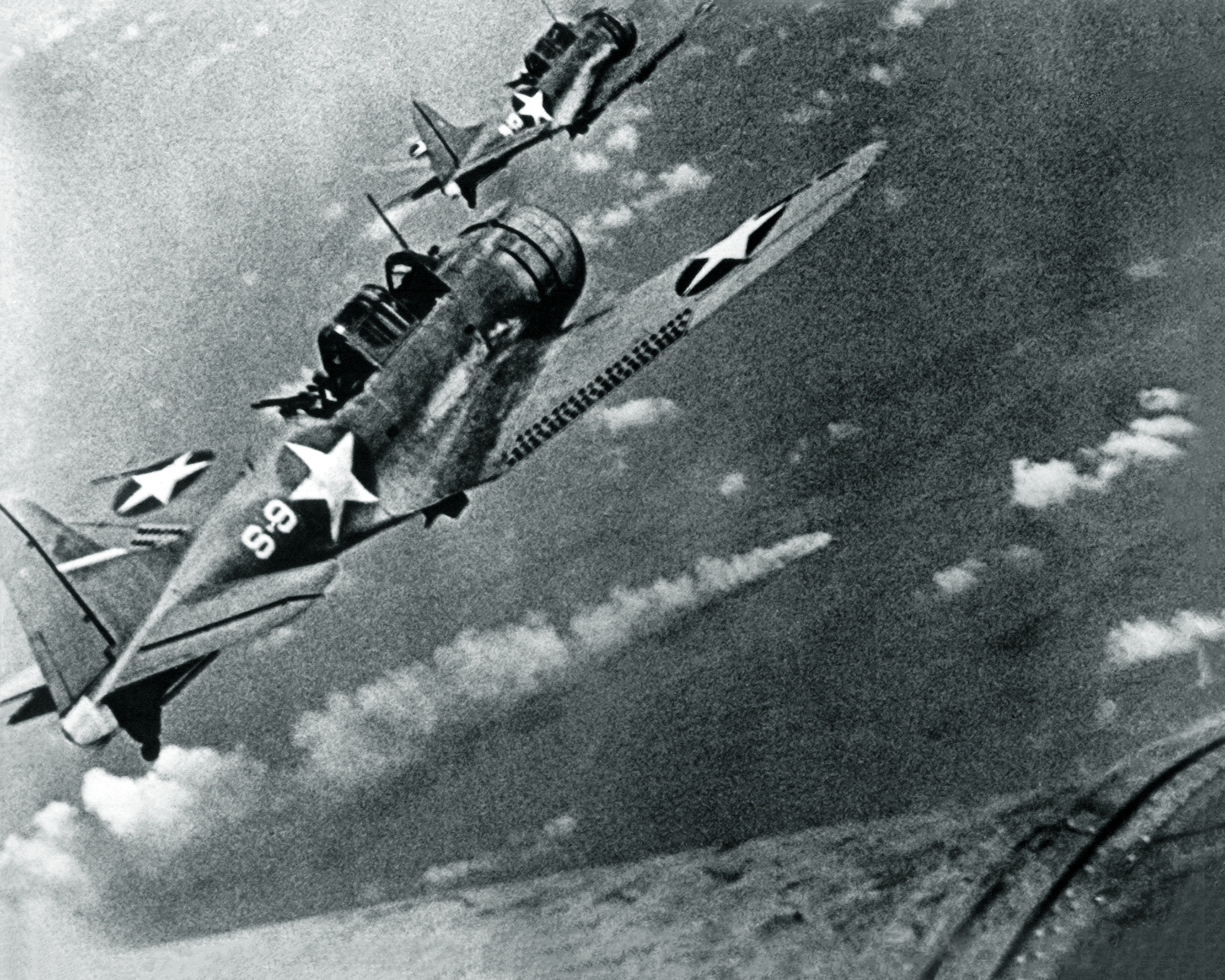
Dauntlessy nad hořícím japonským křižníkem Mikuma 6. června 1942

  - United States Marine Corps Aviation
  - United States Army Air Forces (A-24)

## Specifikace (SBD Dauntless)

### Technické údaje
- Posádka: 2 muži (pilot, střelec-radista-pozorovatel)
- Rozpětí: 12,649 m
- Délka: 10,083 m
- Výška: 4,14 m
- Nosná plocha: 30,20 m²
- Hmotnost prázdného letounu: 2 905 kg
- Max. vzletová hmotnost: 4 842 kg
- Pohonná jednotka: 1 × hvězdicový motor Wright R-1820-32 nebo -52
  - Výkon motoru (verze -32, -52): 735 kW (1000 k)
  - Výkon motoru (verze -60, -66): 883 kW (1200 k)

### Výkony
- Maximální rychlost: 410 km/h
- Dostup: 7 781 m
- Stoupavost: 8,6 m/s
- Dolet: 1 244 km

### Výzbroj
- 2 × 12,7mm pevný synchronizovaný kulomet Colt-Browning M2 v kapotě motoru
- 1–2 × 7,62mm nesynchronizovaný kulomet Colt-Browning M2 na lafetě ovládané střelcem
- 1 020 kg pum